# Kurt-Werner Schulz
Kurt-Werner Schulz (* 25. Juli 1953 in Falkenstein/Vogtl.; † 21. August 1989 bei Lutzmannsburg) war ein Architekt aus Weimar. Er gilt als das letzte Todesopfer des Kalten Krieges. Schulz wurde bei seinem Fluchtversuch an der ungarisch-burgenländischen Grenze erschossen.

## Leben
Kurt-Werner Schulz wurde am 25. Juli 1953 in  Falkenstein im Vogtland geboren. Vor seiner Tätigkeit als Tischler, die er im Betrieb seines Schwiegervaters ausübte, war er als Architekt in Weimar tätig. Mit seiner Frau Gundula Schafitel und dem gemeinsamen Sohn Johannes entschloss er sich dazu, im August 1989 nach Ungarn zu reisen. Nachdem der Fluchtversuch beschlossen war, wollte sich die Familie am 20. August 1989 mit einem Trabant nach Sopron begeben, wurde jedoch von der Grenzpolizei festgenommen und von der Grenze entfernt untergebracht. Trotzdem war eine Rückkehr in die DDR für die Familie keine Option, da sie nichts zu verlieren hatten. Kurz danach fassten sie den Plan, die Grenze bei Lutzmannsburg zu überqueren. Dieser Versuch wurde erneut unterbrochen, doch Schulz und seine Frau konnten die Grenze überqueren. Bei der Überquerung am 21. August 1989 wurde Schulz von der Kugel eines ungarischen Soldaten tödlich getroffen. Der Schuss ereignete sich auf österreichischem Boden, nur ca. 10 Meter von der Grenze entfernt. Er starb vor den Augen seiner Familie. Im Zuge der Aufarbeitung des Unfalls erhielten Frau und Sohn eine Ausreisegenehmigung nach Österreich.

## Rechtliche Lage

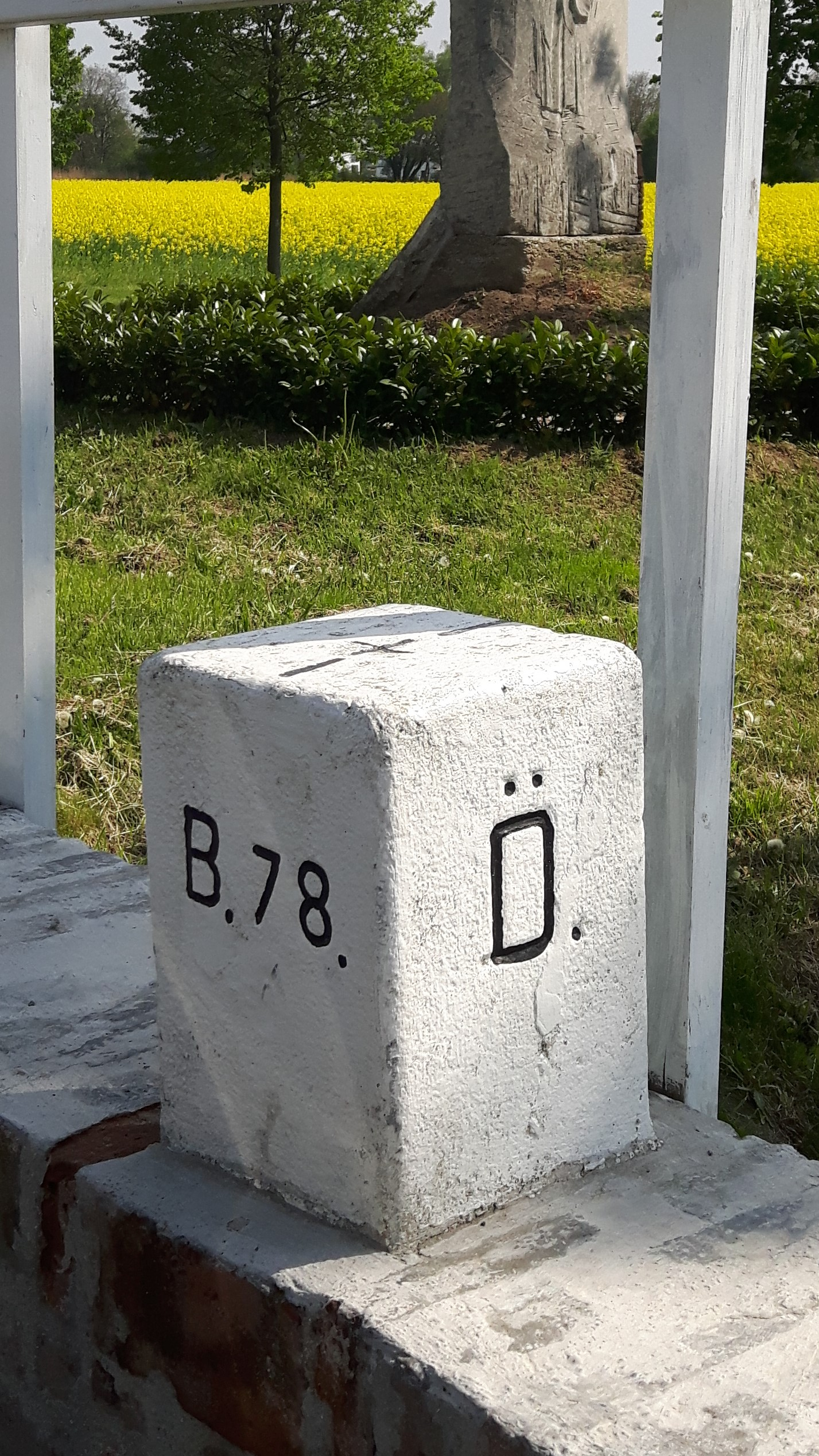
Grenzstein aus österreichischer Sicht in Lutzmannsburg

Im Jahr 1987 war eine Erneuerung des Überwachungssystems von mehreren Millionen Forint geplant, doch aufgrund großen Personaleinsatzes, Funktionsstörungen und steigender Kosten des Überwachungssystems war diese nicht möglich. Im Mai 1989 begann der Staat Ungarn, vier Abschnitte des Eisernen Vorhangs abzubauen. Meist junge Menschen, die als Grenzwachorgane dienten, hatten weiterhin den Befehl, flüchtende Menschen, welche die Grenze überschreiten wollten, zu erschießen. Außerdem kam es im Jahr 1989 zu zwei Neuerungen. DDR-Bürger wurden nach einem Fluchtversuch nicht abgeschoben, wenn sie gefasst wurden, sondern wurden in Ungarn nach ungarischen Gesetzen zur Verantwortung gezogen. Da es zu jener Zeit zu viele Flüchtlinge gab, wurde in der Praxis niemand bestraft.
Am 22. August 1989 ging Helmut Kohl in Bonn auf diese Situation ein. Er ersuchte Erich Honecker, die Flüchtlingsfrage zu klären, um solche Fälle zukünftig zu umgehen.

## Der tödliche Schuss
Nachdem Kurt-Werner Schulz und seine Partnerin Gundula Schafitel von dem Gerücht erfahren hatten, die Grenze bei Fertőrákos – St. Margarethen sei offen, reisten sie mit ihrem 6-jährigen Sohn nach Sopron. Am 20. August 1989 starteten sie ihren ersten Versuch, die Grenze zu überschreiten. Da zuvor bereits 600 DDR-Bürger in den Westen geflohen waren, befanden sich die ungarischen Grenzbehörden in Alarmbereitschaft und verhinderten die Flucht. Den zweiten Versuch wagte die Familie bei Répcevis – Lutzmannsburg: Am Abend des 21. August näherten sie sich einem Wachturm, wo sie von ungarischen Grenzsoldaten gesehen wurden. Trotz der Aufforderung stehenzubleiben liefen sie über die Grenzlinie. Schulz versuchte, sich aus dem Griff eines ungarischen Grenzsoldaten zu lösen, wobei der letztlich tödliche Schuss bereits 10 m auf österreichischem Staatsgebiet fiel. Seine Lebensgefährtin kehrte mit dem gemeinsamen Sohn zur Unfallstelle zurück und wurde von den Grenzsoldaten mitgenommen. Der Fall wurde dem ungarischen Militärgericht überstellt, welches zu dem Urteil kam, dass es ein Unfall gewesen war. Aufgrund dieser Umstände durften Schafitel und ihr Sohn über die grüne Grenze bei Rechnitz nach Österreich ausreisen. Kurt-Werner Schulz ging als letzter Toter des Kalten Krieges in die Geschichte ein.

## Weblink
- Kurt-Werner Schulz, Website des Projekts "Eiserner Vorhang. Tödliche Fluchten und Rechtsbeugung gegen Ausreisewillige und Flüchtlinge"
- Tage wie in Trance, Spiegel online vom 4. Oktober 2004